# Plinasti orjak
Plínasti orják je velik planet, ki ni sestavljen pretežno iz kamnin ali druge trdne snovi. Najverjetneje imajo tudi plinasti orjaki kamnito ali kovinsko jedro, ki ima maso najmanj 12 do 15 Zemelj (0,038 do 0,047 mase Jupitra). Večino mase takega planeta pa predstavlja plin (ki je zaradi visokega tlaka utekočinjen v kapljevinasto obliko). Za razliko od kamnitih planetov plinasti orjaki nimajo točno določenega površja, zato se pojmi, kot so premer, površina, temperatura površja ali gostota površja, navadno nanašajo na najbolj zunanjo plast, kot jo je videti iz vesolja (npr. z Zemlje).
Vsi plinasti orjaki v Osončju so večji od Zemlje: Jupiter, Saturn, Uran in Neptun. Znani so tudi kot jupitrovski planeti.
Večina eksoplanetov, torej zunajzemeljskih planetov, je plinastih orjakov, ki jih zaradi stopnje občutljivosti astronomskih teleskopov in z natančnimi merjenji lahko zaznamo. Gre je t. i. »VROČE JUPITRE«, ki imajo tako zelo razbeljeno površje, da vsebujejo kovinske pare. Pri nekaterih temperatura površja presega 2200 stopinj Kelvina. Taki vroči jupitri izgubljajo zajetne deleže mase, podobno kot kometi, vse dokler od plinastega orjaka ne preostane samo kamnito in kovinsko jedro. Takšnim preostankov orjakov pravimo »CITONCI« oz. »JEDRNIKI«,nekateri dosežejo maso 27 Zemelj. V dolgotrajnih procesih izparevanja tako nastaja novi rod Zemlji podobnih svetov, ki predstavljajo zgornjo mejo t. i. »SUPERZEMELJ«.
Poudariti velja še eno zanimivo lastnost plinastih orjakov. Če so masivnejši od treh mas Jupitra (3 MJ), potem so se sposobni degenerirati. To v praksi pomeni, da bolj ko se masa veča, bolj se njihova velikost manjša. Odkrili so celo eksoplanet s približno velikostjo Jupitra, ki pa ima maso 27 Jupitrov, kar pomeni, da ima povprečno gostoto svinca. Svinec pa je končni produkt razpada radioaktivnih kovin.
Uran in Neptun sta zaradi zgradbe včasih imenovana ledena orjaka.